# Elisenda de Sant Climent
Elisenda de Sant Climent (Lleida, 1220-1297) fou la mare de la reina Rocaia de Tunís i la portadora del Sant Bolquer a Lleida.

## Biografia
Elisenda, filla del ciutadà lleidatà Guillem Ramon de Sant Climent, hauria nascut vers 1220; va marxar a Mallorca casada amb un repoblador i propietari d'una alqueria prop de Pollença; recordem que l'illa havia estat conquerida el 1229. Vivien allà amb la seva filla Guillemona, molt petita, quan el 1238, en el context de la conquesta de València, els musulmans feren una algarada i s'emportaren captius a Elisenda, el seu marit i la filleta; ella i la nena foren portades a l'harem del rei de Tunis.
La petita Guillemona cresqué a l'harem, on va ser educada com a musulmana i rebé el nom de Rocaia; esdevingué una noia molt formosa, de manera que el fill de l'emir, Miromomeli, se’n va enamorar. Un cop rei, la tingué com a favorita, li atorgà diversos presents i la feu coneixedora d'altres tresors que guardava. Elisenda, tot i ser captiva i cristiana, a causa del paper de la seva filla a la cort, gaudia de certs privilegis i estigué en contacte amb els mercaders catalans i la comunitat cristiana de Tunis. Deuria tenir llavors uns trenta-sis anys quan va conèixer o es va trobar amb un antic veí, el mercader lleidatà Arnau Solsona, amb qui es va casar. El germà gran d'Arnau Solsona va ser paer de Lleida l'any 1255.
Elisenda, com a mare de la reina Rocaia, va continuar sent la senyora que manava i disposava de moltes coses de palau. Després, el matrimoni Solsona va decidir tornar-se’n a Lleida, i tot i que la filla s'oposava a la marxa, finalment va omplir de presents a la seva mare que va marxar. Entre els dons que li va fer, amb gran secret, li va donar una relíquia, un tros del drap amb què, segons la llegenda, Maria embolcallà Jesús.
El rei de Tunis va trobar a faltar la relíquia i va demanar a Jaume I que li fos tornat el drap que Elisenda li havia robat. El rei, el 1272, interrogà a Arnau Solsona; ell no en sabia res i així ho va manifestar, Elisenda havia guardat el present i no n'havia dit res al seu marit; de tota manera el rei va multar la parella. Quan Elisenda caigué greument malalta, va explicar al seu marit la possessió del drap que amb tant secret havia guardat i li va lliurar. Elisenda morí a Lleida, entre el 1275 i el 1278, i fou soterrada al monestir dels dominics. Ella havia explicat al marit la seva increïble història, ell l'havia cregut i la va fer pública poc abans de la seva mort, el 1297.